# Thomas Hopkins Gallaudet
Thomas Hopkins Gallaudet, född 10 december 1787 i Philadelphia, Pennsylvania, död 10 september 1851 i Hartford, Connecticut, var en amerikansk pionjär inom utbildandet av döva. Han var far till Edward Miner Gallaudet.
Gallaudet upprättade efter dövstumspedagogiska studier i Frankrike under ledning av Roch-Ambroise Cucurron Sicard och grundade den första institutionen för dövas utbildning, American School for the Deaf (då Hartford School for the Deaf), 1817 i Connecticut.
Gallaudet University i Washington D.C. är uppkallat efter honom.